# 장주기
장주기(張周基, 1803년 ~ 1866년 3월 30일)은 조선의 천주교 박해 때에 순교한 한국 천주교의 103위 성인 중에 한 사람이다. 낙소(樂詔)라는 이름도 있으며, 세례명은 요셉(Iosephus)이다.

## 생애
장주기는 1803년에 수원의 느지지(現, 화성시 양감면 육당리) 있는 한 부유한 집안에서 태어났다. 그는 한문학을 공부했는데, 형수에게 천주교의 교리도 배웠다. 그가 26세에 양지마을에서 병을 앓고 있을 때, 조선으로 입국한 두번째 사제인 유방제 파치피코 신부에게 세례를 받았다. 장주기 뿐만 아니라 그의 아내와 자녀들도 모두 세례를 받았다.
1839년에 기해박해로 순교한 모방 신부는 장주기의 헌신과 충실함을 인정하여 그를 교리 교사(회장직)으로 임명하였다. 장주기는 죽을 때까지 회장직을 충실히 수행하였다.
그는 박해를 피해 충청도 제천에 있는 배론에서 12년을 살았다. 메스트르 신부는 1855년에 배론에 조선 최초의 신학교를 설립할 때, 장주기는 기꺼이 그의 집을 신학교에 기증하였다. 이듬해에 푸르티에 신부가 신학교를 인수하였고, 장주기는 그곳의 관리인으로 일했다. 장주기는 그 신학교와 천주교 공동체를 위하여 11년 동안을 훌륭히 봉사하였다. 그는 열심히 일했지만, 아무런 보상도 받지 않았다.
1866년에 병인박해가 발발했고, 3월 1일에 포졸들이 장주기의 집을 급습했을 때, 그는 더 이상 숨지 않았다. 그는 선교사 프티니콜라 신부와 푸르티에 신부와 함께 체포되었다. 푸르티에 신부는 장주기의 석방을 위해 포졸들에게 뇌물을 주었지만, 장주기는 사제들과 함께 하기를 원했다. 죄수들이 한양으로 이송되려 할 때, 푸르티에 신부는 장주기의 석방을 요구했고, 장주기는 슬픔에 싸인 배론성지으로 되돌아 왔다. 닷새 후에, 장주기는 쌀을 사려 노루골에 갔다가 포졸들에게 체포되어 제천의 관장에게 압송되었다. 장주기는 자신이 배론신학교의 건물주인 것을 시인했다.
관장은 장주기의 목숨을 살리려 배교를 설득했지만, 장주기는 그 유혹에 넘어가지 않았다. 결국 관장을 장주기를 한양으로 이송시켰다. 장주기는 극심한 고문 끝에 1866년 3월 24일에 사형을 선고 받았다. 그는 1866년 3월 30일 성금요일에 갈매못(충청도에 있던 해군 기지)에서 다블뤼 주교와 위앵 신부, 오메트르 신부 그리고 황석두 등과 함께 참수되었고 군문효수되었다. 그러므로, 배론신학교는 문을 닫았다. 장주기가 순교하던 때의 나이는 64세였다.

## 시복 · 시성
장주기 요셉은 1968년 10월 6일에 로마 성 베드로 대성당에서 교황 바오로 6세가 집전한 24위 시복식을 통해 복자 품에 올랐고, 1984년 5월 6일에 서울특별시 여의도에서 한국 천주교 창립 200주년을 기념하여 방한한 교황 요한 바오로 2세가 집전한 미사 중에 이뤄진 103위 시성식을 통해 성인 품에 올랐다.

## 참고 문헌
- 가톨릭 사전: 장주기
- Catholic Bishop's Conference Of Korea. 103 Martryr Saints: 장주기 요셉 Ioseph Chang Chu-gi 보관됨 2015-02-08 - 웨이백 머신